# Hamed Smani
 (juillet 2024).
Hamed Smani, de son vrai nom Mahamoudou Ouédraogo, est artiste musicien auteur compositeur Burkinabè.

## Biographie

### Enfance, éducation et début
À l'état civil, il se nomme Mohamadou Ouédraogo, Hamed Smani est né à Ouagadougou au Burkina Faso. Il est reconnu comme le précurseur du Tackborse un genre musical burkinabè populaire dans les années 2000 qui combine le Zoblazo au Ndombolo ,. Il est l'auteur de plusieurs albums à succès, dont "Zalissa" en 2005 et "M’kami beogo" en 2008.

## Discographie
Albums
- 2005 : Zalissa
- 2008 : Mkami Beogo
- 2017 : Bedre ya bedre
- 2022 : Le temps[4],[5].

## Distinctions
- 2009 : Kunde d´or[6].